# Стоян Моллов
Стоян Гатев Моллов е активен участник в националноосвободителните борби в Чирпан и региона и виден общественик след Освобождението.

## Биография
Роден е на 2 януари 1857 г. в Чирпан. Първоначално учи в родния си град, а след това и в Пловдив, където завършва Екзархийското българско петокласно училище през 1874 г.
На следващата 1875 г. вече сам е учител в Чирпан. Революционните борби не го подминават и той се включва активно в тях. В резултат е арестуван от турските власти и изпратен на заточение в Диарбекир през 1877 г.
След Освобождението е виден обществен деец. През 1879 г. присъства на заседанията на Учредителното събрание във Велико Търново Работи като учител в Чирпан, а също така е и училищен инспектор в Чирпанско, Сливенско и Карнобатско учебно окръжие.
Народен представител е в IV ОНС (1884 г.) и III ВНС (1887 г.). Борбеният му дух го отвежда и по бойните полета на Сръбско-българската война през 1885 г. в защита на Съединението. За смелостта си е награден с бронзов медал и лента, а за дейността си в Народното събрание със златен кръст.
Деец на Либералната партия в Чирпан, през 1899 г. е избран за общински съветник от нейната листа. Првз 1912 г. обаче е изключен от нейните редици.
Бил е и Окръжен управител на Сливен и на Кюстендил. През 1915 г. е избран за кмет на Чирпан – длъжност, която той изпълнява с чест и отговорност до 1921 г.
Умира в родния си град на 18 август 1924 г.
В Държавен архив – Стара Загора е създаден личен фонд на негово име: №808К – в архива са запазени много лични документи.